# Nomen gentile
Nomen gentile (gentilicium) čili rodové jméno tvořilo ve starověku druhou část římských jmen. Původně označovaly rodiny sídlící v určité oblasti Římské říše, ale postupem času se nositelé jmen rozmístili po celém Římě.
Některá jména jsou etruského původu, některá jsou odvozena od místních kmenů nebo přírodních jevů, například řek.

## Známá gentilicia
- Aemilius
- Antonius
- Claudius
- Cornelius
- Domitius
- Julius
- Pompeius
- Valerius